# VV Rheden

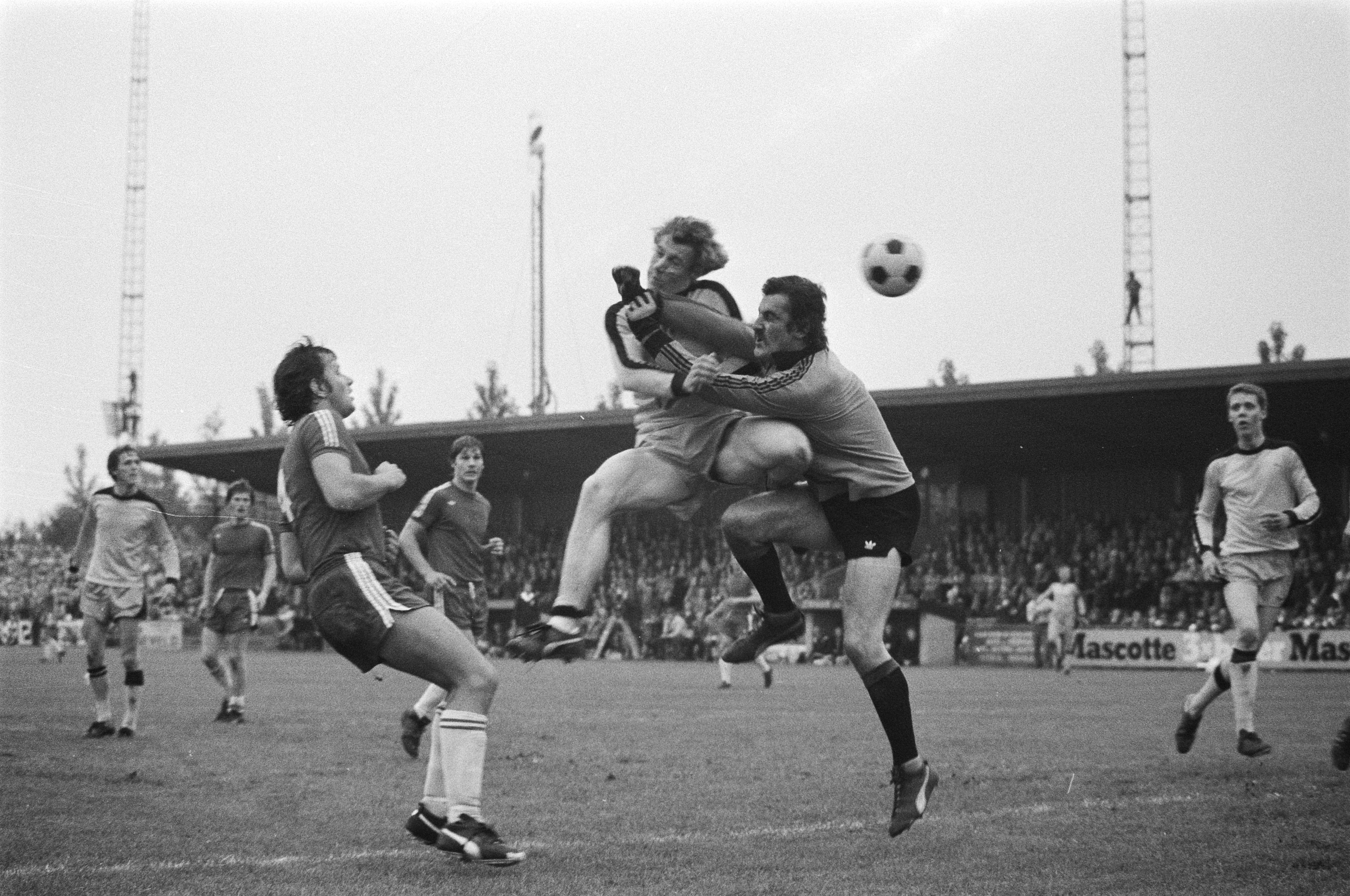
V.V. IJsselmeervogels tegen Rheden in 1977

VV Rheden is een voormalige Nederlandse amateurvoetbalclub en voormalige voetbalclub uit de gelijknamige Gelderse gemeente. De vereniging werd op 6 september 1904 opgericht. Op 1 juli 2016 fuseerde de club samen met VV Worth-Rheden tot SC Rheden. Het eerste elftal van de club speelde in het laatste seizoen (2015/16) in de Tweede klasse zondag van het district Oost.
Rheden telde 5 seniorenteams, 7 juniorenteams (waarvan 2 meisjes) en 11 pupillenteams). De club speelde op het eigen sportterrein aan de IJsselsingel in Rheden.

## Profvoetbal
Tussen 1955 en 1960 speelde VV Rheden in het betaald voetbal. In het seizoen 1955/1956 kwam de vereniging uit in de toenmalige Eerste Klasse de op een na hoogste voetbalcompetitie. Rheden werd gedeeld zesde in de Eerste Klasse C en wist zich net niet te plaatsen voor de nieuw te vormen Eerste Divisie de jaren 1956 tot en met 1960 speelde in de Tweede divisie. In het laatste seizoen was de club veroordeeld tot het spelen van een nacompetitie, waarin het op een na laatste eindigde in de klassering. Dit betekende een degradatie naar het amateurvoetbal. De club slaagde er nooit in om terug te keren.
In de KNVB beker van 1958 werd de kwartfinale bereikt, waarin met 7–2 van Feyenoord werd verloren.
De wedstrijden werden gespeeld in het stadion op het Thomassen-terrein in Rheden dat een capaciteit had van 8500 toeschouwers. Een jaar na de degradatie naar het amateurvoetbal ging de club spelen op een nieuw sportcomplex aan de IJsselsingel in Rheden.

## Erelijst
Kampioenschap zondagamateurs
Winnaar in 1977, 1992
Zondag Hoofdklasse B
Winnaar in 1977, 1985, 1987, 1992
Districtsbeker Oost
Winnaar in 1979 *, 1982, 1988
* Zondagclubs 

## Competitieresultaten 1924–2016
| 4 4C |

| 3 4C |

| 3 4C |

| 7 4D |

| 4 4D |

| 1 4C |

| 1 3D |

| 2 3D |

| 1 3D |

| 1 3D |

| 5 2B |

| 8 2B |

| 8 2B |

| 7 2B |

| 6 2B |

| 3 2B |

| 2 N |

| 3 2C |

| 1 2C |

| 1 2C |

| 2 2C |

|  |

| 4 2C |

| 1 2C |

| 5 2C |

| 6 2C |

| 1 2B |

| 5 2B |

| 7 2B |

| 2 2B |

| 2 2B |

| 1 2B |

| 6 B |

| 2 A |

| 4 B |

| 12 B |

| 11 B |

| 11 1A |

| 10 1D |

| 10 1D |

| 3 1D |

| 2 1D |

| 2 1D |

| 1 1D |

| 1 1D |

| 6 1D |

| 10 1D |

| 12 1D |

| 7 2A |

| 1 2A |

| 3 1D |

| 2 B |

| 2 B |

| 1 B |

| 2 B |

| 3 B |

| 2 B |

| 9 B |

| 4 B |

| 6 B |

| 12 B |

| 1 B |

| 9 B |

| 1 B |

| 6 B |

| 4 B |

| 10 B |

| 3 B |

| 1 B |

| 11 B |

| 3 B |

| 4 B |

| 7 B |

| 6 C |

| 12 C |

| 8 1E |

| 11 1E |

| 3 2I |

| 2 2I |

| 2 2I |

| 9 1E |

| 10 1E |

| 1 2I |

| 3 1E |

| 13 C |

| 7 1E |

| 5 1E |

| 14 C |

| 3 1E |

| 9 1E |

| 6 1E |

| 13 1E |

| 10 2I |

| Eerste klasse (profniveau) | Tweede divisie | Hoofdklasse | Eerste klasse | Tweede klasse | Derde klasse | Vierde klasse | Noodcompetitie |

In elke staaf van de grafiek staat van boven naar beneden vermeld: 
- Eindnotering

Dit is de positie die de club heeft bereikt in de competitie, zonder eventuele beslissings-, play-off- of nacompetitiewedstrijden die nodig zijn geweest om bijvoorbeeld de kampioen van de competitie te bepalen.
Indien een * achter het getal staat is de notering een tussenstand en kan het zijn dat de notering niet overeenkomt met de uiteindelijke eindstand van de competitie.
Staat er een - dan is het seizoen nog bezig en is er geen definitieve uitslag bekend.
Staat er xx op de positie van de notering, dan heeft de club vroegtijdig de competitie verlaten. Dit kan onder andere komen door terugtrekking van het team, faillissement van de club of door een uitgedeelde straf van de KNVB. In veel gevallen staat elders in het artikel de reden vermeld.
Staat er een ? dan is het resultaat uit het verleden onbekend, en is alleen de competitie of het niveau bekend van dat seizoen.
In de seizoenen 2019/20 en 2020/21 werd wegens de coronacrisis het amateurvoetbal afgebroken. Daardoor kennen deze staven geen eindklassering (middels -- weergegeven).
- Competitieniveau en afdelingsletter of Officiële eindstand Eredivisie
  - Competitieniveau en afdelingsletter

Hierbij geeft het getal het niveau weer, dat ook terug te vinden is in de legenda. De letter is de afdelingsaanduiding en wordt gebruikt wanneer er meer afdelingen zijn op hetzelfde niveau. De afdelingsletter is altijd een hoofdletter en wordt meestal zonder nummer gebruikt.
Voorbeeld: 2F is niveau 2e klasse competitie F.
Het competitieniveau en nummer wordt niet vermeld wanneer er slechts één competitie van dit niveau was.
  - Officiële eindstand Eredivisie (getal staat tussen haakjes vermeld)

Sinds de introductie van play-offwedstrijden voor Europees voetbal na afloop van de reguliere competitie in 2005/06, is de KNVB verplicht een eindstand van de Eredivisie door te geven aan de UEFA aan de hand van deze play-offwedstrijden.
Bij deze eindstand staan clubs die zich hebben gekwalificeerd voor Europees voetbal hoger dan clubs die zich niet wisten te kwalificeren. Indien er geen verschil was tussen de eindnotering en de officiële eindstand, staat dit getal niet vermeld.

- Onderafdeling

Hier staat afgekort de naam van de onderafdeling indien de club in dat jaar in een onderafdeling uitkwam. Tevens staat deze afkorting in de legenda en wordt gelinkt naar het artikel over deze onderafdeling. Deze afkorting wordt alleen vermeld wanneer de club in het verleden in verschillende onderafdelingen heeft gespeeld. Deze vermelding is in de staaf altijd in kleine letters. Deze onderafdelingen zijn na het seizoen 1995/96 afgeschaft. Heeft de club in slechts één onderafdeling gespeeld, dan is dit alleen terug te vinden in de legenda.
Onder de staaf staat het jaartal vermeld waarin het seizoen is afgesloten. 15 verwijst naar het seizoen 2014/15 of eventueel het seizoen 1914/15.
Wanneer een staaf leeg is, zijn deze gegevens niet bekend. Het kan ook zijn dat de club dat seizoen niet heeft meegespeeld op het hogere amateurniveau, vroegtijdig de competitie heeft verlaten of uit de competitie is gezet.

In het seizoen 1944/45 was er wegens de Tweede Wereldoorlog geen regulier competitievoetbal.

## Betaald voetbal

### Seizoensoverzichten
| Resultaten van Rheden sinds de toetreding in het betaald voetbal in 1955 | Resultaten van Rheden sinds de toetreding in het betaald voetbal in 1955 | Resultaten van Rheden sinds de toetreding in het betaald voetbal in 1955 | Resultaten van Rheden sinds de toetreding in het betaald voetbal in 1955 | Resultaten van Rheden sinds de toetreding in het betaald voetbal in 1955 | Resultaten van Rheden sinds de toetreding in het betaald voetbal in 1955 | Resultaten van Rheden sinds de toetreding in het betaald voetbal in 1955 | Resultaten van Rheden sinds de toetreding in het betaald voetbal in 1955 | Resultaten van Rheden sinds de toetreding in het betaald voetbal in 1955 | Resultaten van Rheden sinds de toetreding in het betaald voetbal in 1955 | Resultaten van Rheden sinds de toetreding in het betaald voetbal in 1955 | Resultaten van Rheden sinds de toetreding in het betaald voetbal in 1955 | Resultaten van Rheden sinds de toetreding in het betaald voetbal in 1955 |
| Seizoen                                                                  | Competitie                                                               | Competitie                                                               | Competitie                                                               | Competitie                                                               | Competitie                                                               | Competitie                                                               | Competitie                                                               | Competitie                                                               | Competitie                                                               | Kwalificatie                                                             | KNVB beker                                                               | Bijzonderheid |
| Seizoen                                                                  | Divisie                                                                  | GW                                                                       | W                                                                        | G                                                                        | V                                                                        | PNT                                                                      | DV                                                                       | DT                                                                       | POS                                                                      | Kwalificatie                                                             | KNVB beker                                                               | Bijzonderheid |
| ------------------------------------------------------------------------ | ------------------------------------------------------------------------ | ------------------------------------------------------------------------ | ------------------------------------------------------------------------ | ------------------------------------------------------------------------ | ------------------------------------------------------------------------ | ------------------------------------------------------------------------ | ------------------------------------------------------------------------ | ------------------------------------------------------------------------ | ------------------------------------------------------------------------ | ------------------------------------------------------------------------ | ------------------------------------------------------------------------ | --- |
| 1955/56                                                                  | Eerste klasse B                                                          | 26                                                                       | 11                                                                       | 7                                                                        | 8                                                                        | 29                                                                       | 48                                                                       | 40                                                                       | 6e                                                                       | Tweede divisie                                                           | Geen bekertoernooi                                                       | Rheden treedt toe tot het betaald voetbal |
| 1956/57                                                                  | Tweede divisie A                                                         | 28                                                                       | 16                                                                       | 7                                                                        | 5                                                                        | 39                                                                       | 64                                                                       | 46                                                                       | 2e                                                                       | –                                                                        | 4e ronde                                                                 | – |
| 1957/58                                                                  | Tweede divisie B                                                         | 28                                                                       | 13                                                                       | 3                                                                        | 12                                                                       | 29                                                                       | 54                                                                       | 46                                                                       | 4e                                                                       | –                                                                        | Kwartfinale                                                              | – |
| 1958/59                                                                  | Tweede divisie B                                                         | 26                                                                       | 6                                                                        | 9                                                                        | 11                                                                       | 21                                                                       | 37                                                                       | 42                                                                       | 12e                                                                      | –                                                                        | 3e ronde                                                                 | – |
| 1959/60                                                                  | Tweede divisie B                                                         | 24                                                                       | 6                                                                        | 9                                                                        | 9                                                                        | 21                                                                       | 31                                                                       | 34                                                                       | 11e                                                                      | Degradatiecompetitie                                                     | Geen bekertoernooi                                                       | Wedstrijden tegen VV Baronie (1–2 & 1–0), ONA (2–1 & 1–2), UVS (0–4 & 1–5), Velocitas (2–2 & 1–2) Xerxes (2–0 & 1–1), Zwartemeer (1–4 & 0–0) en Zwolsche Boys (0–0 & 1–2) Rheden degradeert naar de amateurs |

### Topscorers
- 1955/56:  Ben Zweers (19)
- 1956/57:  Ben Zweers (17)
- 1957/58:  Ben Zweers (19)
- 1958/59:  Ap Bosveld (9)
- 1959/60:  Ap Bosveld (8)
0000000  Fijko Aalders (8)

### Trainers
- 1955–1959:  Jo Jansen
- 1959–1960:  Bob Moll

## Bekende (oud-)spelers
- Jan Artz
- Gerrit-Jan Barten
- Henk ten Cate
- Ben Zweers

VV Dieren · Dierensche Boys · DVOV · SC EDS · SC Rheden · SCS · SC Veluwezoom · VVO

Opgeheven: Erica '76 · Gazelle Nieuwland · Gelria · VV Rheden · VV Worth-Rheden